# Női 400 méteres síkfutás a 2011. évi nyári európai ifjúsági olimpiai fesztiválon
A 2011. évi nyári európai ifjúsági olimpiai fesztiválon az atlétikai versenyszámokat Trabzonban rendezték. A női 400 méteres síkfutás előfutamait július 25.-én, a döntőjét pedig július 27.-én rendezték.

## Selejtező
Minden selejtezőcsoport első 3 helyezettje (Q) illetve a további legjobb 2 időeredménnyel (q) rendelkező sportoló jutott tovább a döntőbe.
| H  | F | Név                      | Nemzet             | E     | Mj   |
| -- | - | ------------------------ | ------------------ | ----- | ---- |
| 1  | 2 | Modesta J. Morauskaite   | Litvánia           | 54.31 | Q PB |
| 2  | 1 | Barbara Camblor          | Spanyolország      | 55.00 | Q    |
| 3  | 2 | Kimberley Efonye         | Belgium            | 55.03 | Q PB |
| 4  | 2 | Vera Van Den Haak        | Hollandia          | 55.14 | q PB |
| 5  | 1 | Anja Benko               | Szlovénia          | 55.16 | Q PB |
| 6  | 1 | Rachel Dickens           | Egyesült Királyság | 55.21 | q    |
| 7  | 1 | Grainne Moynihan         | Írország           | 55.31 | PB   |
| 8  | 2 | Arna St. Gudmundsdottir  | Izland             | 55.48 |      |
| 9  | 3 | Kéri Bianka              | Magyarország       | 55.63 | Q    |
| 10 | 2 | Ylenia Vitale            | Olaszország        | 55.70 |      |
| 11 | 3 | Kateryna Klymyuk         | Ukrajna            | 55.80 | Q    |
| 12 | 1 | Ines Futterknecht        | Ausztria           | 55.86 |      |
| 13 | 3 | Anastasiia Aslanidi      | Oroszország        | 56.00 |      |
| 14 | 1 | Kristina Dudek           | Horvátország       | 56.63 | PB   |
| 15 | 2 | Yuliya Kastsiuchkova     | Fehéroroszország   | 56.96 | PB   |
| 16 | 3 | Frederique Hansen        | Luxemburg          | 56.99 |      |
| 17 | 3 | Bojana Kalicanin         | Szerbia            | 57.16 |      |
| 18 | 3 | Brigitte Ntiamoah        | Franciaország      | 57.24 |      |
| 19 | 1 | Helena Jiranova          | Csehország         | 58.41 |      |
| 20 | 2 | Konstantina Giannopoulou | Görögország        | 58.60 |      |
| 21 | 3 | Diana Daktere            | Lettország         | 58.69 |      |

## Döntő
| H     | Név                    | Nemzet             | E     | Mj |
| ----- | ---------------------- | ------------------ | ----- | -- |
| Arany | Modesta J. Morauskaite | Litvánia           | 54.07 | PB |
| Ezüst | Kimberley Efonye       | Belgium            | 54.30 | PB |
| Bronz | Barbara Camblor        | Spanyolország      | 55.03 |    |
| 4.    | Vera Van Den Haak      | Hollandia          | 55.19 |    |
| 5.    | Kéri Bianka            | Magyarország       | 55.44 |    |
| 6.    | Rachel Dickens         | Egyesült Királyság | 55.47 |    |
| 7.    | Anja Benko             | Szlovénia          | 55.49 |    |
| 8.    | Kateryna Klymyuk       | Ukrajna            | 56.40 |    |